# Bucsony
Bucsony (románul Bucium) falu Romániában Fehér megyében, Bucsony község központja.

## Fekvése
Verespataktól délre, Abrudbányától 10 km-re keletre fekszik, a Torockói-havasok délnyugati részén. Megközelíthető Abrudbánya irányából a DN74-es úton, illetve Nagyenyed irányából a DJ107-es (megyei) úton.

## Története
1595-ben Buchin néven említik először.
1733-ban Butsumi, 1750-ben Bucsumi, 1808-ban Bucsum néven írták.
A település a Detonáta és a Negrileasa közötti szűk völgyben húzódik meg, házai nagy területen elszórtan épültek. Jellegzetes bányász község, melynek lakói a környék bányáiban, ipari üzemeiben dolgoznak.
1910-ben 4066 lakosa volt, melyből 27 magyar, 3982 román, 53 cigány volt. Ebből 603 görögkatolikus, 3429 görögkeleti ortodox volt.
A trianoni békeszerződés előtt Alsó-Fehér vármegye Verespataki járásához tartozott.

## Nevezetességei
A község területén találhatóak a Kopasz Detonáta és Fürtös Detonáta hegycsúcsok, természetvédelmi területek.

## Híres emberek
Itt született Emil Dandea publicista és politikus, Marosvásárhely polgármestere 1922 és 1926 valamint 1934 és 1937 között.

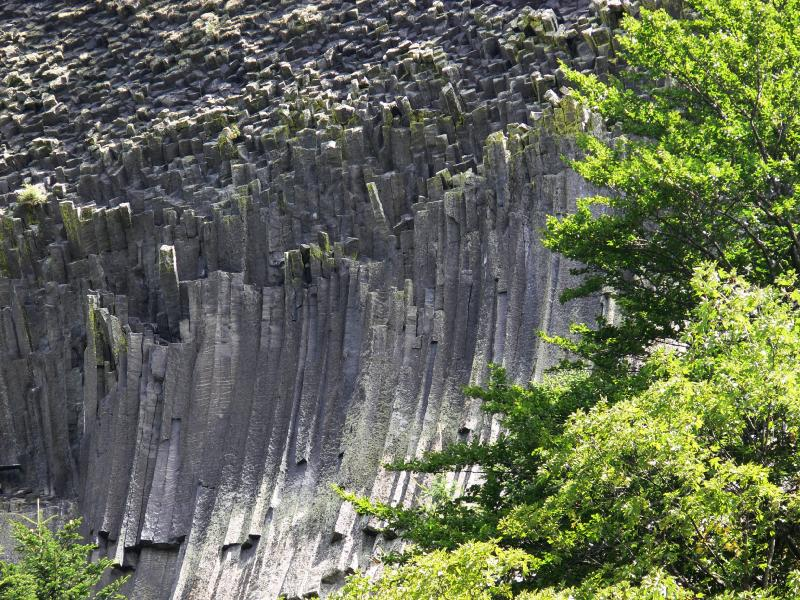
A Bucsony mellett fekvő Detunáta bazaltoszlopai

## Jegyzetek

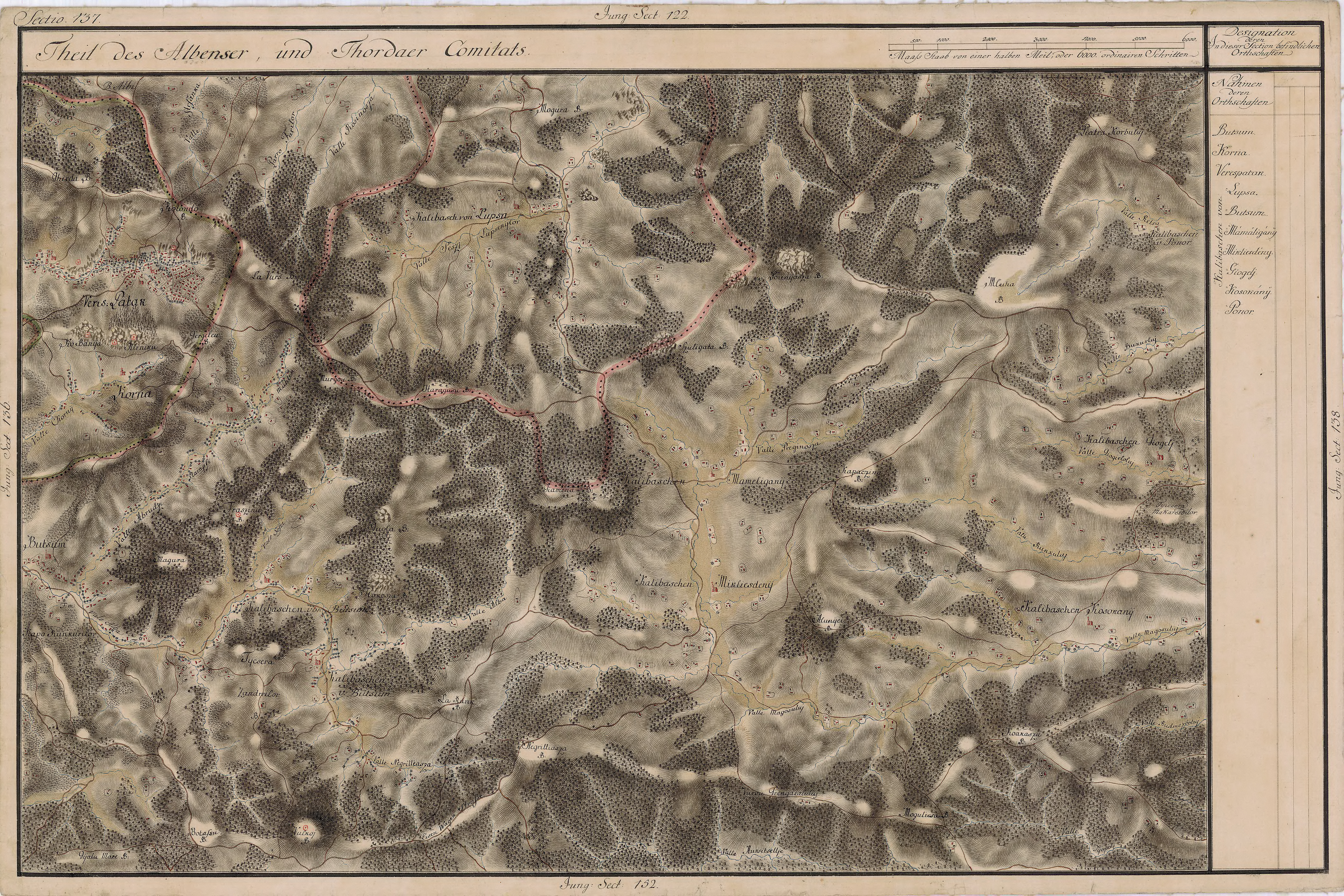
Bucsony környéke 1769-1773 között